# Misterul sigiliului dragonului
Misterul sigiliului dragonului (mandarină: 龙牌之谜, rusă: Тайна печати дракона, cunoscut în țările anglofone ca (The) Iron Mask)  este un film fantastic de aventură rus-chinezesc din 2019, regizat de Oleg Stepchenko. Este continuarea filmului Viy 3D din 2014, bazat pe povestirea omonimă a lui Nikolai Gogol.

## Prezentare
Povestea are loc în secolul al XVIII-lea și urmărește isprăvile cartografului Jonathan Green (Jason Fleming) în timp ce face o călătorie științifică și supranaturală care îl duce din Anglia în China. Acesta primește o cerere de la Petru cel Mare pentru a cartografia Orientul Îndepărtat rusesc.
În călătoria său, se întâlnește cu țarul Petru I cel Mare care se află în închisoare în Turnul Londrei, sub supravegherea pugilistului James Hook. El ajută o chinezoaică Chen Lan să nu mai fie biciuită (la început el o consideră un băiat); aceasta devine asistenta lui (fără a ști că este o prințesă a Chinei).
În timp ce țarul Petru evadează și se îmbarcă pe o navă rusească, el o urmărește pe Lady Emma în timp ce ea descoperă un impostor care jefuiește poporul chinez dându-se drept Prințesa Chen-Lan. 
Acțiunea se bazează pe trei legende (misterul omului cu Masca de Fier, apariția drumului mătăsii, legenda antică a cazacului mort și a vrăjitorilor albi) și un fapt istoric despre Marea Ambasadă a lui Petru cel Mare în Europa și zvonurile legate de înlocuirea lui Petru.

## Distribuție
- Jason Flemyng - Jonathan Green
- Helen Yao - Cheng Lan
- Yuri Kolokolnikov -  țarul Petru I cel Mare
- Anna Churina - Miss Dudley
- Charles Dance - Lord Dudley
- Rutger Hauer -  Ambasador
- Jackie Chan - Master Et Al
- Arnold Schwarzenegger - James Hook, directorul închisorii din Turnul Londrei
- Martin Klebba - Captain
- Christopher Fairbank - Grey
- Igor Jijikine
- Robert Gilabert Cuenca - Tower Guard